# Aldo Berti
Aldo Berti (Firenze, 29 febbraio 1936 – Rignano sull'Arno, 26 dicembre 2010) è stato un attore italiano.

## Biografia
Debutta sullo schermo nel 1956 nel film Tempo di villeggiatura di Antonio Racioppi. È soltanto però dai primi anni sessanta che la sua carriera di attore caratterista prende una certa continuità che lo vedrà interprete di circa una trentina di pellicole. Nel 1961 figura nel cast del film Il mantenuto, diretto ed interpretato da Ugo Tognazzi. Dopo qualche altro ruolo minore, dal 1965 fino ai primi anni settanta appare soprattutto in pellicole del genere spaghetti western, spesso con pseudonimi tipo Richard McMoore o Johnny Jordan. Nel 1966 recita in Un angelo per Satana di Camillo Mastrocinque nella parte di Victor.
Muore a Firenze nel 2010 a 74 anni a causa di un tumore al cervello.

## Filmografia
- Tempo di villeggiatura, regia di Antonio Racioppi (1956)
- L'ammutinamento, regia di Silvio Amadio (1961)
- Il mantenuto, regia di Ugo Tognazzi (1961)
- Venere imperiale, regia di Jean Delannoy (1962)
- Il regno del terrore, regia di Umberto Paolessi (1963)
- Una sporca faccenda, regia di Roberto Mauri (1964)
- Perché uccidi ancora, regia di José Antonio de la Loma e Edoardo Mulargia (1965)
- Le notti della violenza, regia di Roberto Mauri (1965)
- Uno straniero a Sacramento, regia di Sergio Bergonzelli (1965)
- La violenza e l'amore regia di Adimaro Sala (1965)
- Django... cacciatore di taglie (Dos mil dólares por Coyote), regia di Leòn Klimowsky (1966)
- Un angelo per Satana, regia di Camillo Mastrocinque (1966)
- Vayas con dios, Gringo, regia di Edoardo Mulargia (1966)
- Gli amori di Angelica, regia di Luigi Latini De Marchi (1966)
- Ramon il messicano, regia di Maurizio Pradeaux (1966)
- Un dollaro tra i denti, regia di Luigi Vanzi (1967)
- El Desperado, regia di Franco Rossetti (1967)
- Nato per uccidere, regia di Antonio Mollica (1967)
- Ballata da un miliardo, regia di Gianni Puccini (1967)
- 15 forche per un assassino, regia di Nunzio Malasomma (1967)
- C'era una volta il West, regia di Sergio Leone (1968)
- È stato bello amarti, regia di Adimaro Sala (1968)
- La taglia è tua... l'uomo l'ammazzo io!, regia di Edoardo Mulargia (1969)
- Sartana nella valle degli avvoltoi, regia di Roberto Mauri (1970)
- Buon funerale amigos!... paga Sartana, regia di Giuliano Carnimeo (1970)
- Scacco alla mafia, regia di Warren Kiefer (1970)
- Ehi amigo... sei morto!, regia di Paolo Bianchini (1970)
- Testa t'ammazzo, croce... sei morto - Mi chiamano Alleluja, regia di Giuliano Carnimeo (1971)
- La spada normanna, regia di Roberto Mauri (1971)
- Spirito Santo e le 5 magnifiche canaglie, regia di Roberto Mauri (1972)
- Un uomo chiamato Dakota, regia di Mario Sabatini (1972)
- Bada alla tua pelle, Spirito Santo!, regia di Roberto Mauri (1972)

## Doppiatori italiani
Aldo Berti è stato doppiato da:
- Manlio De Angelis in Un dollaro tra i denti, Bada alla tua pelle Spirito Santo!
- Renato Izzo in Perché uccidi ancora
- Ferruccio Amendola in Ramon il Messicano
- Pino Locchi in El desperado
- Massimo Turci in Nato per uccidere
- Giancarlo Maestri in Sartana nella valle degli avvoltoi
- Sandro Iovino in Ehi amico... Sei morto!
- Rino Bolognesi in La spada normanna